# هومر (نيويورك)
هومر (بالإنجليزية: Homer, New York)‏ هي بلدة أمريكية تقع في الولايات المتحدة في مقاطعة كورتلاند، نيويورك. يقدر عدد سكانها بـ 6,405 نسمة .

## أعلام
- أميليا بلومر
- فرنسيس بيكنل كاربنتر
- أندرو ديكسون وايت